# Henry Verdhurt
Corneille-Henry-Joseph Verdhurt (ou Verdhurdt, né à Namur le 1er mars 1843 et mort à Neuilly-sur-Seine le 25 décembre 1912) est un chanteur d'opéra (baryton), professeur de chant et directeur de théâtre belge.

## Biographie
Né à Namur, marié à la petite-fille de François-Joseph Fétis, il chante sur diverses scènes françaises et publie plusieurs ouvrages sur la musique, avant de devenir directeur du Théâtre de la Monnaie à Bruxelles en 1885-1886.
Au cours de cette saison financièrement désastreuse, Verdhurt parvient néanmoins à monter la Gwendoline de Chabrier, que l'Opéra de Paris avait refusée. La soirée du 10 avril 1886 est un triomphe, mais Verdhurt dépose son bilan le lendemain.
On le retrouve ensuite à la direction du Théâtre de Rouen en 1889-1890.